# Timoléon
Pour les articles homonymes, voir Timoléon (homonymie).
Sauf précision contraire, les dates de cet article sont sous-entendues « avant l'ère commune » (AEC), c'est-à-dire « avant Jésus-Christ ».
Timoléon, en grec ancien : Τιμολέων, né vers 411, et mort en 337 av. J.-C., est un général et homme politique grec originaire de Corinthe. Après une lutte victorieuse contre les Carthaginois, il met fin au régime tyrannique à Syracuse. 

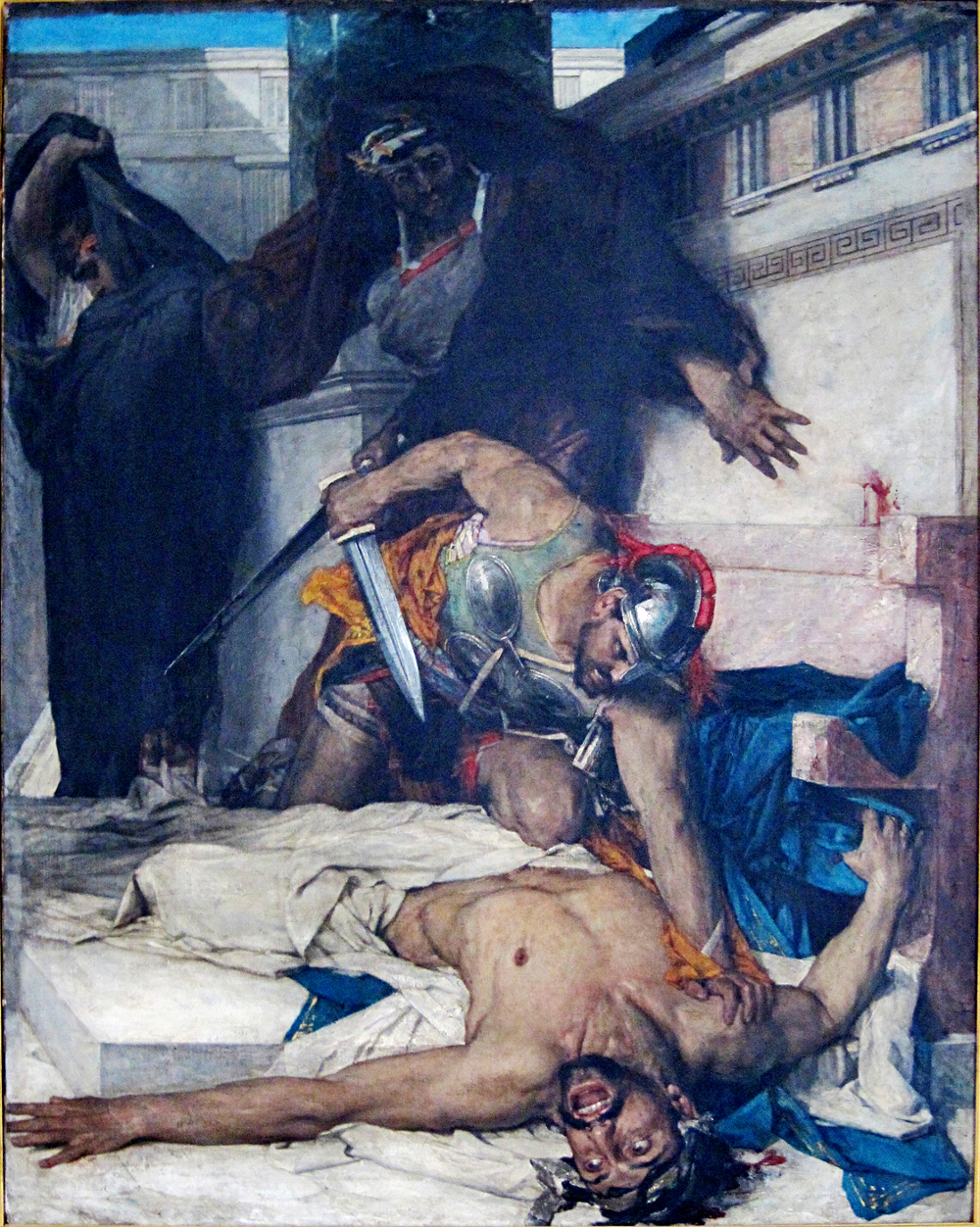
La mort de Timophane, par Léon Comerre (1874)

## Biographie
Né vers 411 dans une famille aristocratique de Corinthe, il s'oppose aux entreprises de son frère Timophane, qui s'est emparé de la ville avec une troupe de mercenaires et est devenu tyran de Corinthe. Après avoir vainement tenté de le détourner de ses projets, Timoléon le fait assassiner, en se couvrant le visage. Ce tyrannicide ayant provoqué les malédictions de sa mère et l'indignation de ses proches, il s'exile, et reste éloigné des affaires pendant vingt ans.
En 345, des émissaires de Syracuse sont envoyés à Corinthe, afin d'appeler la cité-mère à délivrer la ville de ses querelles intestines. En effet, son ancienne colonie Syracuse est en proie à de graves difficultés avec le retour de la menace carthaginoise et des luttes de factions entre les tyrans Hicétas, soutenu par les Puniques, et Denys le Jeune, qui contrôle la citadelle d'Ortygie.
Timoléon est nommé stratège à l'unanimité et est envoyé avec dix navires et un millier d'hommes à Syracuse afin de rétablir la situation. Il est vainqueur d'Hicétas et des Carthaginois à la bataille de Crimisos en 341. Il chasse Denys le Jeune, démantèle la forteresse d'Ortygie, fait venir des colons de Corinthe et de Grèce, et réforme le système politique de Syracuse en instaurant un régime démocratique inspiré de Dioclès.
Il met également fin aux régimes tyranniques dans plusieurs autres cités grecques de la Sicile occidentale : à Catane, Mamercus est crucifié, à Messine, Hippon est torturé à mort. En revanche, le tyran de Taormine, Andromaque, père de Timée, soutient Timoléon.
Enfin son œuvre la plus durable est la recolonisation de la Sicile, par des citoyens venant non seulement de Corinthe, mais aussi de toute la Grèce. L'ampleur de cette nouvelle colonisation, qui frappe déjà les auteurs de l'Antiquité, tels Diodore de Sicile ou Plutarque, est confirmée par les fouilles archéologiques.
Devenu aveugle à la fin de sa vie, il continue à participer à la vie politique de Syracuse et à donner son avis, qui est généralement accepté à l'unanimité. Il meurt en 337. Il reçoit des funérailles publiques, et un monument en son honneur est élevé sur l'agora. Son œuvre politique ne lui survit guère et la tyrannie, ainsi que le rôle croissant des mercenaires, redevient rapidement le régime dominant, y compris à Syracuse.

## Postérité

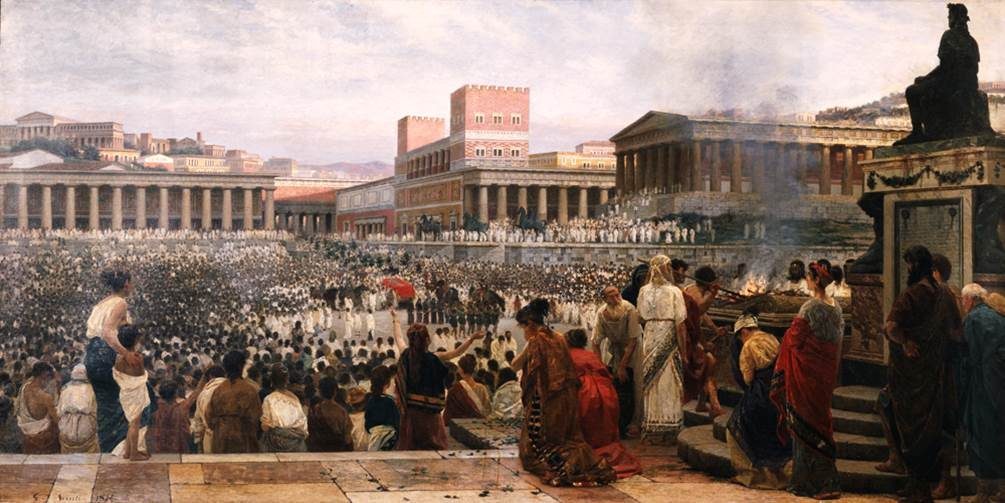
Les funérailles de Timoléon, par Giuseppe Sciuti (1874)

Timoléon est regardé comme un modèle de grandeur d'âme, de sagesse et de modération. Plutarque lui consacre une de ses Vies parallèles, où il est comparé à Paul-Émile. Vittorio Alfieri, Jean-François de La Harpe et Marie-Joseph Chénier ont mis sur la scène le meurtre de Timophane par Timoléon.
Le prénom Timoléon est en usage (souvent associé à d'autres) dans la maison ducale de Cossé Brissac.

## Sources

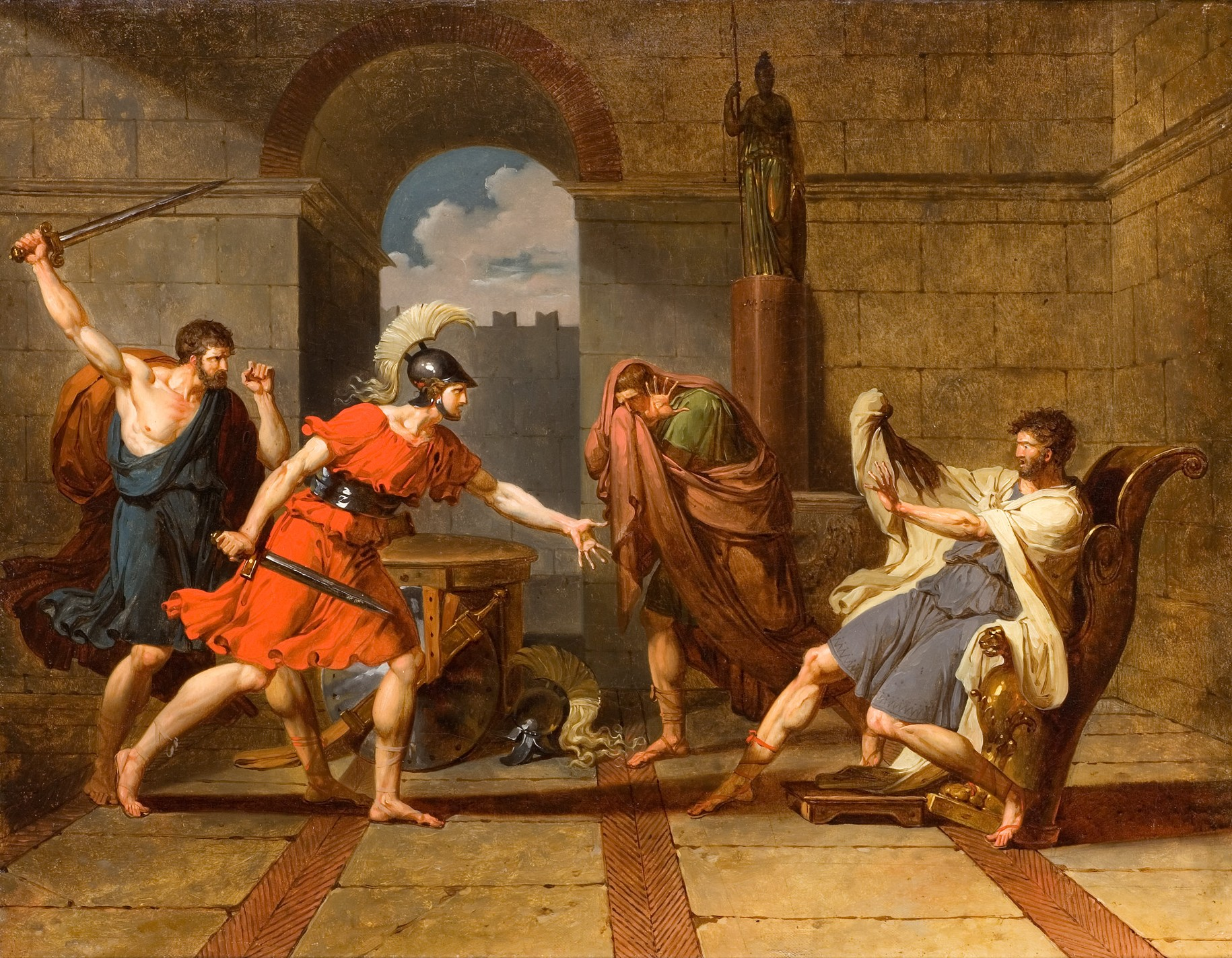
Timoléon, par Charles Meynier (1791). Musée Fabre, Montpellier.

- Cornélius Népos, Vies des grands capitaines : Timoléon (lire en ligne)
- Diodore de Sicile, Bibliothèque historique : Livres XV et XVI (lire en ligne)
- Plutarque, Vies des hommes illustres : Timoléon (lire en ligne)